# لواء ألكسندروني
اللواء الثالث "ألكسندروني" (بالعبرية: חטיבת אלכסנדרוני، حَتيفات ألكسندروني) هو أحد ألوية الجيش الإسرائيلي، شارك في العديد من حروب إسرائيل.

## التنظيم
يتكوّن اللواء الثالث للمشاة "ألكسندروني" (احتياط) من الوحدات التالية:
- الكتيبة 7012 للمشاة
- الكتيبة 8101 للمشاة
- الكتيبة 9203 للمشاة
- الكتيبة الاستطلاعية (الاستكشافية) 6609 "ألكسندروني"
- الكتيبة 5280 للهندسة القتالية
- كتيبة الإمداد واللوجستيات
- سرية الإشارة

## دور لواء ألكسندروني في مجزرة الطنطورة
خلال حرب 1948 بين العرب وإسرائيل، ارتكب لواء ألكسندروني، الذي كان في ذلك الوقت واحدًا من ستّ قوات ميدانية تابعة للهاغاناه، مجزرة قُتل فيها ما بين 40 إلى 200 من سكان قرية الطنطورة الفلسطينيين. وقعت المجزرة ليل 22–23 مايو/أيار 1948، بعد استسلام القرية، التي كان عدد سكانها يُقدّر بنحو 1500 نسمة في عام 1945، وتقع قرب مدينة حيفا. دُفن الضحايا في مقابر جماعية، غُطيت إحداها لاحقًا وأُقيم موقف سيارات فوقها.
في عام 1998، أجرى الباحث الإسرائيلي تيدي كاتس مقابلات مسجلة مع شهود إسرائيليين وفلسطينيين على أحداث الطنطورة، وكتب رسالة ماجستير في جامعة حيفا، خلص فيها إلى أن وحدات إسرائيلية ارتكبت مجزرة بحق سكان القرية. لاحقًا، رفع قدامى المحاربين من اللواء دعوى قضائية ضده بتهمة التشهير، مما اضطر كاتس إلى التراجع عن استنتاجاته وتقديم اعتذار علني.
أثارت القضية ردود فعل قوية، خاصة من المؤرخ إيلان بابيه، الذي اتّهم الجامعة بـ"الجبن الأخلاقي" بسبب عدم استعدادها للدفاع عن أطروحة كاتس، رغم أنها نالت موافقة المشرف الأكاديمي المسؤول عن القسم.

وفي عام 2023، صدر فيلم وثائقي إسرائيلي حول مجزرة الطنطورة، تضمّن مقابلات مع كاتس وعدد من قدامى الجنود الذين وافقوا على التحدث عن تلك الأحداث. وقد تعرض الفيلم لانتقادات حادة من المؤرخ الإسرائيلي بني موريس، الذي وصفه بأنه "زائف في جوهره".